# سفيرة فوقاني (دير الزور)
سفيرة فوقاني قرية سورية تتبع ناحية مركز دير الزور في منطقة مركز دير الزور في محافظة دير الزور. بلغ عدد سكانها 5376 نسمة في عام 2004 حسب إحصاء المكتب المركزي للإحصاء.